# Ricimir
Ricimir fou fill del rei Suintila i associat al govern del Regne de Toledo pel seu pare el 625, juntament amb el seu oncle Geila. El govern de Suintila fou enderrocat el 631 per una facció rival.